# 24時間テレビ 愛は地球を救う8
24時間テレビ「愛は地球を救う」8は、日本テレビ系列にて1985年8月24日（土曜）17:30 - 8月25日（日曜）20:00まで生放送された8回目となる『24時間テレビ』である。

## 概要
放送時間が土曜17:30 - 日曜20:00（JST）に拡大、土曜夕方のニュースも内包されての放送となった。
メインテーマは『アフリカ飢餓救援』
総合司会にアグネス・チャンが就任、アグネスは1990年（第13回）まで総合司会を担当する。その一方で初回から出演し続けていた萩本欽一（コント55号）が、この年の3月に発表した「休養宣言」により、メインとして出演しなかった。

## 出演者

### 総合司会
- 徳光和夫（当時・日本テレビアナウンサー）
- アグネス・チャン

### チャリティーパーソナリティー
- 小泉今日子

### その他
- 萩本欽一（コント55号）
- 長嶋茂雄

- 森繁久彌
- 五木ひろし
- 八代亜紀
- 早見優
- 川中美幸
- 世良公則
- 小林克也
- 三宅裕司
- 森田健作
- マリアン
- ケント・デリカット
- 石川ひとみ
- 香坂みゆき
- 清水由貴子

- モルモンタバナクル合唱団
- 朴貞子韓国舞踊団
- 東京ディズニーランド
- ハムザ・エル・ディーン
- エコー・ハンドベル・リンガーズ
- 広島東洋カープ
- 古葉竹識
- 読売ジャイアンツ
- 王貞治
- ユージン・サーナン

- 斉藤ゆう子
- 毒蝮三太夫
- 押阪忍
- 岡崎友紀
- アントン・ウィッキー
- 砂川啓介
- 小松政夫
- 団しん也

- アメリカ障害者代表
- 一番ヶ瀬康子
- 曽野綾子
- チョー・ヨンピル
- フレディー・アギラ
- アラン・タム
- 谷村新司
- 福留功男

- 湯原昌幸
- 桑田靖子
- 佐野量子
- 渡辺雅美
- 吉幾三
- クリスタルキング
- 渋谷哲平
- 荻野目洋子
- 渡辺裕子
- 神保美喜
- 北見恭子
- 藤本三重子
- 江木俊夫
- 井上純一
- ポップ・コーン
- 可愛かずみ
- 岡本かおり
- 三遊亭楽太郎
- 倉沢淳美
- 出門ヒデ
- 早坂あきよ
- イフ
- 村上里佳子
- 清水クーコ
- 内海好江
- 徳丸純子
- 清水アキラ
- 高橋真美
- レオナルド熊
- コント赤信号
- 清水国明（あのねのね）
- 西山浩司
- 竹本孝之
- 羽賀健二
- 松本明子
- オール阪神・巨人（オール阪神・オール巨人）
- 今いくよ・くるよ（今くるよ・今いくよ）
- ザ・ぼんち（里見まさと・ぼんちおさむ）
- 春やすこ
- 桂春之輔
- 青空球児・好児（青空球児・青空好児）
- ばってん荒川
- 奥田博之
- 吉本真由美
- 野村義男とザ・グッバイ
- 奥田圭子
- 坂上とし恵
- 笑福亭鶴光
- 露の新次
- 日野美歌
- 森田まゆみ
- ジャイアント馬場
- ジャンボ鶴田
- 天龍源一郎

- 竹下景子
- 泉ピン子
- 研ナオコ
- 榊原郁恵
- 小林幸子
- 河合奈保子
- 菊池桃子
- 武田鉄矢
- 里見浩太朗
- ジュディ・オング
- 中森明菜

### USA for AFRICA
- ハリー・ベラフォンテ
- キム・カーンズ
- レイ・チャールズ
- ボブ・ディラン
- ダリル・ホール&ジョン・オーツ
- ジェームス・イングラム
- マイケル・ジャクソン
- ビリー・ジョエル
- シンディ・ローパー
- ヒューイ・ルイス
- ケニー・ロギンス
- ベット・ミドラー
- ウィリー・ネルソン
- スティーヴ・ペリー
- ポインター・シスターズ
- ディオンヌ・ワーウィック
- ライオネル・リッチー
- スモーキー・ロビンソン
- ケニー・ロジャース
- ダイアナ・ロス
- ポール・サイモン
- ブルース・スプリングスティーン
- ティナ・ターナー
- スティーヴィー・ワンダー
- クインシー・ジョーンズ